# 菲尔·坎贝尔 (阿拉巴马州)
菲尔·坎贝尔（英文：Phil Campbell），是美国阿拉巴马州下属的一座城市。面积约为4.07平方英里（约合10.54平方公里）。根据2010年美国人口普查，该市有人口1,148人，人口密度为282.2/平方英里（约合108.92/平方公里）。